# Perninae
Підродина Perninae включає низку середнього розміру ширококрилих видів. Це птахи більш теплого клімату, хоча види осоїда (Pernis) мають більший ареал. Кілька видів цієї групи харчуються переважно комахами, а також личинками ос. Рептилії також входять у раціон кількох птахів із цеї групи.
Кілька авторів вважають, що Gypaetinae належать до Perninae або навіть є його синонімом.

## Таксономія
Підродина Perninae
- рід Aviceda
- рід Henicopernis
- рід Pernis
- рід Elanoides
- рід Leptodon
- рід Chondrohierax